# 長城外
《長城外》一部關於1989年六四事件的紀錄片，影片紀錄著解放軍向人民和學生開槍屠殺的鏡頭。《長城外》由世紀電影製作有限公司製作，華人作家翰光執導。
2010年5月在美國和香港上映，2011年6月4日，即六四事件二十二週年在日本正式上映。

## 採訪人物
紀錄片採訪了20多位六四事件後被迫流亡海外的學生領袖、民主人士：
- 鄭義
- 高行健
- 王丹
- 楊建利
- 張伯笠
- 胡平
- 黃翔
- 徐文立
- 馬德昇
- 王克平
- 陳邁平

## 外部連結
- 長城外（英文及日文）
- 長城外 YouTube （页面存档备份，存于）